# Joseph Schmitt (Politiker)
Joseph Schmitt (* 6. April 1882 in Mainz; † 23. Juli 1967 ebenda) war ein deutscher Politiker der CDU und Mitglied des Deutschen Bundestages.
Joseph Schmitt, von Beruf Rechtsanwalt, war von 1910 bis 1933 Mitglied der Zentrumspartei Hessen. Er war Ortsvorsteher, Stadtrat und Mitglied im Provinzialausschuss von Rheinhessen. Von 1946 bis 1948 war er Mitglied des Verfassungsgerichtshofs von Rheinland-Pfalz. 1946 trat er der CDU bei und wurde Bezirksvorsitzender von Rheinhessen.
Er war von 1949 bis 1953 Mitglied des ersten Deutschen Bundestages, in den er für die Christlich-Demokratische Union Deutschlands (CDU) als Direktkandidat des Wahlkreises Mainz gewählt wurde.